# Grotte du Tuc d'Audoubert
La grotte du Tuc d'Audoubert est située sur la commune de Montesquieu-Avantès dans le terroir de Volvestre (nord du Couserans), dans le département de l'Ariège, dans les piémonts des Pyrénées, en région Occitanie, France.
C'est une grotte en partie habitée mais surtout un sanctuaire du Magdalénien (Paléolithique supérieur), qui a livré le très célèbre « groupe statuaire des bisons d'argile » (environ 14 000 ans avant le présent), de nombreuses empreintes de pieds dans l'argile du sol, un important art pariétal avec un grand nombre de gravures et peintures, en sus d'outils lithiques et d'ossements d'animaux.
Elle fait partie du réseau karstique des grottes du Volp, site classé incluant la grotte des Trois-Frères et son iconique « chamane dansant » ; et la grotte d'Enlène, une des plus riches grottes des Pyrénées ariégeoises en mobilier magdalénien avec notamment de nombreuses plaquettes gravées.
Ces trois grottes font partie du réseau de grottes ornées de la chaîne pyrénéo-cantabrique et sont fermées au public.

## Toponymie
La grotte prend son nom du hameau d'Audoubert à moins de 100 m au nord.

## Histoire récente

### Découverte des œuvres pariétales et vestiges archéologiques
Avec son porche béant d'où s'écoule le Volp, l'existence de la grotte ne peut être ignorée. Elle est mentionnée fin du XVIIe ou début XVIIIe siècle. Mais elle n'a jamais été explorée scientifiquement.
Henri Bégouën et sa famille habitent depuis 1892 aux Espas à 1 500 m au sud du Tuc d'Audoubert. Sa femme et sa fille étant décédées en 1902, Henri est proche de ses trois enfants. En juillet 1912, Max, Jacques et Louis ont respectivement 19, 17 et 16 ans et leur père Henri 49 ans. Aux vacances de Pâques de cette année-là, Henri les emmène visiter le chantier de fouilles que dirige Édouard Piette au Mas d'Azil. Leur intérêt est doublement éveillé quand Max y trouve dans des déblais une dent de renne portant les marques d'une perforation. Dès le lendemain, père et fils explorent Enlène, y découvrent fortuitement un beau propulseur, puis se voient interdire l'accès à la grotte par son propriétaire qui craint, dit-il, de voir se « dévaluer sa propriété » (en en soustrayant des objets de valeur monétaire). Aux vacances d'été, les jeunes cherchent donc une autre grotte et décident d'explorer le Tuc le 16 juillet 1912. Ils fabriquent un esquif et, le jour dit, pénètrent dans la grotte. Dès ce premier jour, les premières gravures pariétales sont repérées.
L'accès à certaines salles a nécessité de briser des colonnades et des stalactites et d'élargir une chatière.
Les bisons d'argile sont découverts le 10 octobre 1912 (à midi et quart !). L'abbé Breuil, alerté par lettre, arrive aux Espas le 19 octobre 1912. Émile Cartailhac, prévenu par lettre (?) et par télégramme, arrive le lendemain 20 octobre ; la visite commune se fait le lundi 21 octobre, huit jours après la découverte.
Le « petit bison » (voir plus bas la section « Les bisons d'argile ») est découvert par Cartailhac le jour de sa première visite le 21 octobre 1912.

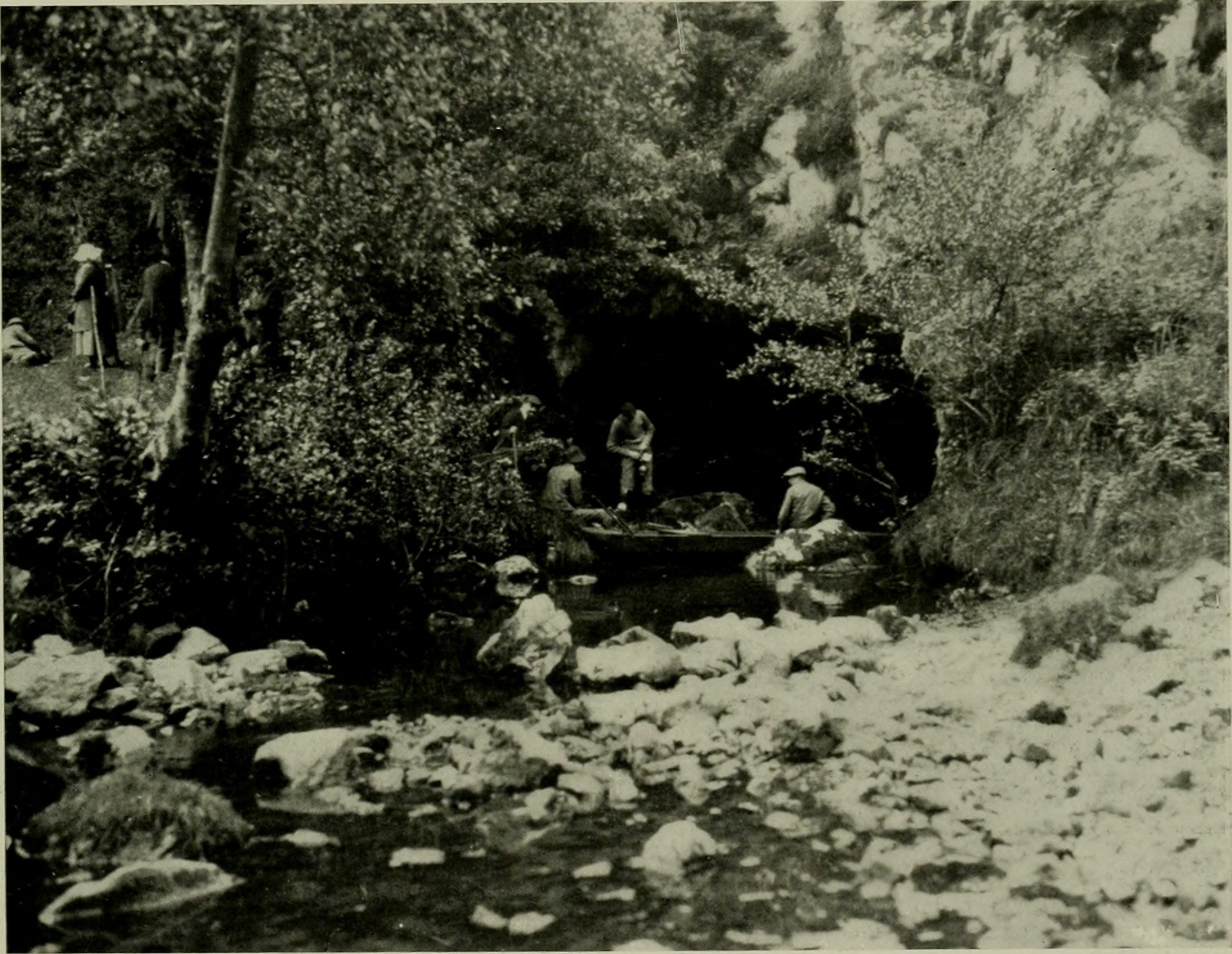
20 juillet 1913 ou 1914 : les Bégouën fêtent l'anniversaire de la découverte du Tuc (16 juill. 1912[10]) à l'entrée de la grotte.
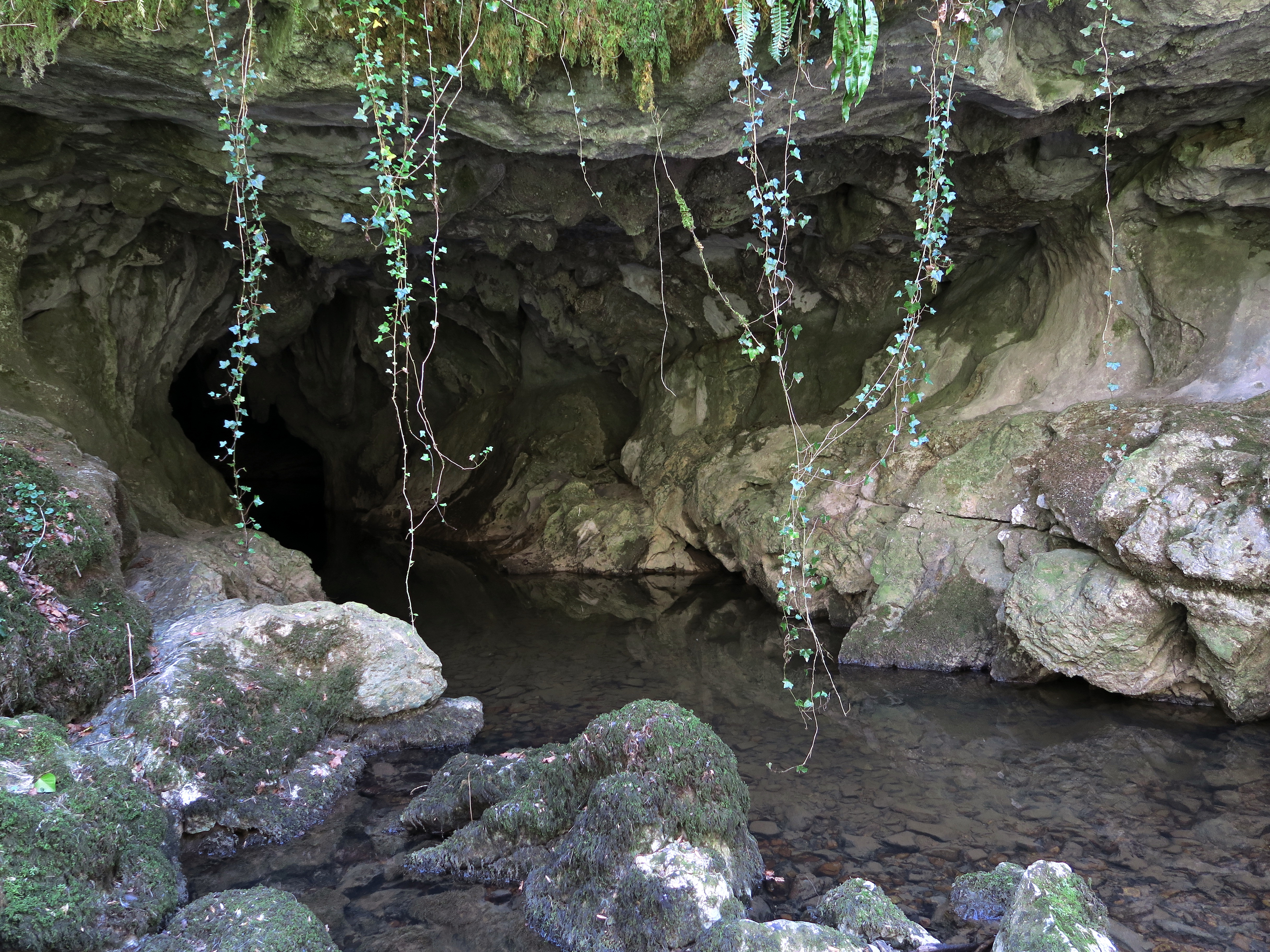
Porche de la grotte

### Les premières mesures conservatoires: des innovations salvatrices
En 1912, la grotte appartient à la commune, dont Henri Bégouën est le maire à l'époque. Or les Bégouën ont eu une mauvaise expérience lors de la récente découverte d'archéologie à la grotte d'Enlène : après qu'ils y aient trouvé le premier propulseur, son propriétaire en a interdit l'accès à tout le monde (voir l’article « Grotte d'Enlène », section « Histoire récente »). Henri Bégouën prend donc les devants pour le Tuc d'Audoubert : juste après la première visite et la découverte des premiers vestiges archéologiques au Tuc, avant même la découverte du groupe statuaire des bisons d'argile, en tant que maire agissant au nom de la commune, il loue la grotte du Tuc à Émile Cartailhac en tant que délégué du ministère de l'Instruction publique pour les monuments historiques. Quelques difficultés s'élèvent lors de la découverte des bisons d'argile, qualifiés de « trésor » artistique, ce qui induit les Montesquivais à penser qu'un trésor monétaire - leur héritage commun - risque de leur être dérobé ; le problème est résolu grâce au petit bison (détails ci-dessous dans la section « Les bisons d'argile », paragraphe « Le petit bison »).
L'amitié avec Cartailhac s'avère décisive pour la conservation de la grotte. Sur ses conseils, Henri Bégouën prend des mesures inhabituelles qui vont à contresens des habitudes de l'époque : limitation stricte des visites réservées à quelques scientifiques triés sur le volet, cheminement unique pour protéger le sol de la grotte,, balisage et protection des sols à empreintes, pas d'aménagement du site et refus de toute exploitation pécuniaire. Fait absolument exceptionnel pour l'époque, la très grande majorité du mobilier archéologique est laissée en place. Encore aujourd'hui, la grotte est fermée au grand public.

### Les fouilles
Émile Cartailhac est donc le premier à mener des fouilles scientifiques dans le site. D'autres recherches sont menées par la suite par l’abbé Breuil, Jean Clottes et enfin Henri Rouzaud.
Les recherches reprennent en 1992, peu après la fin des quinze ans de recherches sur la grotte d'Enlène. L'étude du site n'est pas achevée. De nouvelles recherches ont été entreprises en 2004. Une monographie sur la grotte a été publiée en 2009,.

## Description

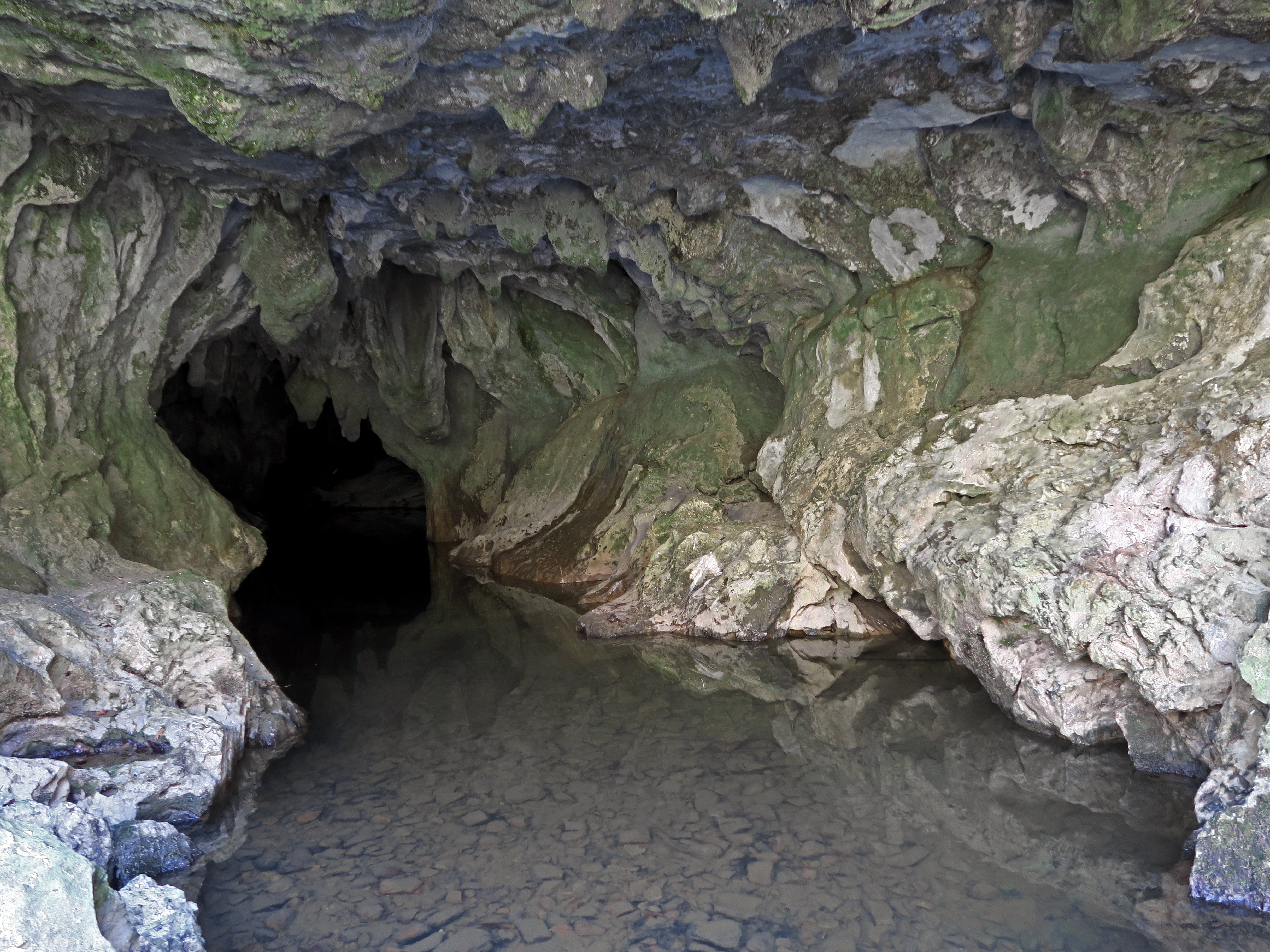
Entrée de la grotte et résurgence du Volp.

Le Tuc d'Audoubert est la plus profonde des trois grottes du Volp. Elle n'est connectée ni à Enlène ni aux Trois Frères, les deux autres grottes du réseau. Son accès n'est possible que par le lit de la rivière Volp et uniquement lorsque le niveau de l'eau est bas.
Le réseau est composé de trois niveaux de galeries,,.

### Le réseau supérieur
Accessible par une cheminée de 12 mètres de diamètre, ce réseau mesure 597 m de longueur depuis l'aplomb du porche d'entrée jusqu'au fond du diverticule final. La majeure partie de cette longueur est un long couloir qui s'étend sur environ 500 m, avec de l'art pariétal en divers endroits jusqu'au « plafond des Bisons » peu après le laminoir. Il présente également des vestiges de fréquentation préhistorique.
Ce niveau inclut, dans l'ordre de rencontre à partir de l'entrée par la cheminée :
Le passage de la Biche
Le passage des Monstres
Ce passage porte les figures de deux animaux fantastiques. 
Avant la chatière se trouvent aussi un bison et un cheval, emplacement précis non indiqué.
Une chatière
Un laminoir
Le plafond des Bisons
Ce plafond porte un bison entremêlé à des tracés non figuratifs, et un panneau de tracés réalisés au doigt dits « macaronis ». Le couloir dans la prolongation du plafond des Bisons n’est pas décoré ; les décorations reprennent seulement au fond, dans la salle des Bisons d'argile.
La salle des Lacis
La galerie Cartailhac
La galerie des Effondrements
La galerie des Empreintes
La salle des Talons (voir plus bas)
La salle des Bisons au bout
Nommée d'après le fameux groupe statuaire des bisons en argile, cette salle est à quelques mètres à peine du fond de la grotte des Trois-Frères, mais la communication avec cette grotte n'est pas démontrée.
Le climat souterrain exceptionnel de cette partie de la grotte a permis la préservation des traces laissées dans l'argile.[réf. nécessaire]

### Le réseau médian
À trois mètres au-dessus de la rivière,[réf. nécessaire] il comprend des galeries décorées parmi les lieux suivants :
La salle Nuptiale
De cette salle très chargée de concrétions partent plusieurs galeries, et une cheminée qui mène au niveau supérieur ; cette cheminée porte des tracés gravés indéterminés.
Au fond s'ouvre une galerie qui mène vers le niveau inférieur, ornée d'un cheval gravé, de tracés indéterminés, et d'un masque anthropomorphe exécuté sur un relief naturel.
La galerie des Gravures
À gauche de l'entrée de la salle Nuptiale, cette galerie est ornée de nombreuses figures, principalement sur la paroi droite : bisons, chevaux, félin, renne, claviformes. Elle contient aussi des traces rouges et un dépôt d'ocre.
Le diverticule des Claviformes
Elle se trouve à gauche de la galerie menant au niveau inférieur. Elle abrite deux bisons gravés et une figure de cheval associée à de nombreux claviformes.
La galerie du Bouquetin
La salle du Cheval rouge
Ce niveau médian a abrité des campements saisonniers (voir plus bas la section « Fréquentation au Paléolithique »).

### Le réseau inférieur
Il correspond au cours souterrain du Volp. Il comprend quelques lieux notables :
Le Balcon
Le diverticule du siphon
Siphon aval
En amont du siphon aval, le réseau hydrographique participe de la grotte d'Enlène.

## Les peintures et les gravures
Le bestiaire, quelques chiffres

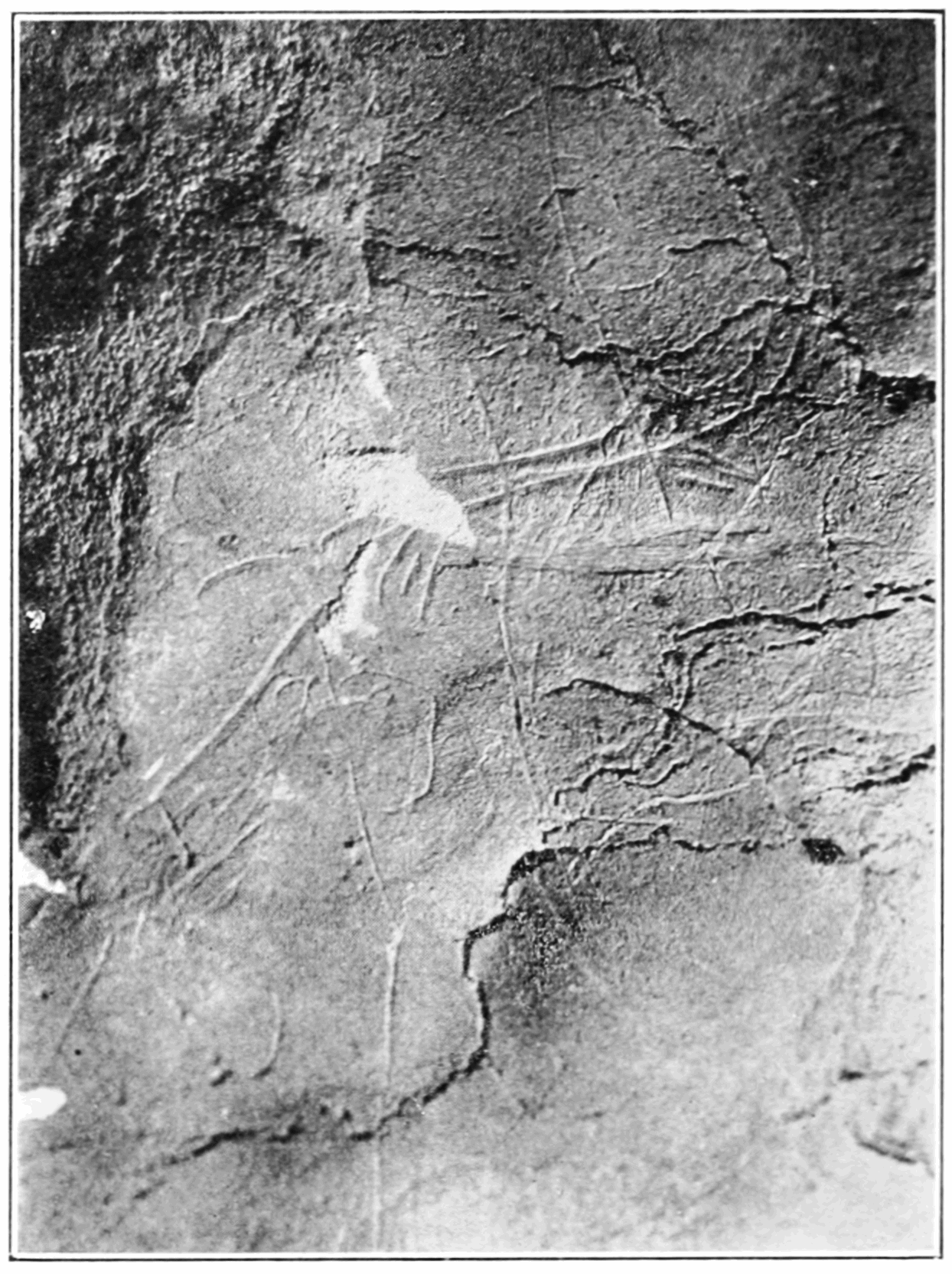
Tête de renne gravée sur une paroi

On compte 371 figures dans l'ensemble de la grotte. Certaines, difficiles d'accès ou peu visibles, ont été repérées tardivement, notamment à travers des relevés photographiques. 103 représentations d'animaux se répartissent en 11 espèces animales différentes, dont 41 bisons et 16 chevaux mais aussi des bouquetins, biches, rennes, lions, ours et serpents. 
Les bisons de la grotte du Tuc sont représentés en couples à cinq reprises.
Créatures irréelles
Outre les animaux, neuf créatures irréelles ont été identifiées. Cette catégorie est ici notablement plus nombreuse que dans les autres grottes ornées du Paléolithique supérieur. Les humains sont représentés par un masque anthropomorphe et une figuration de vulve. Les autres figures sont essentiellement des signes, en majorité des claviformes alignés en séries. Les trois quarts de ces signes sont réalisés par gravure.
Style et thèmes homogènes
L'ensemble des figures présente une homogénéité stylistique et thématique (couples de bisons, signes claviformes) et il y a une continuité spatiale entre le réseau médian et le réseau supérieur puisque l'on trouve des dessins dans la cheminée reliant les deux réseaux.
Comparaisons avec d'autres grottes
L'art pariétal de la grotte du Tuc d'Auboubert présente des similitudes fortes avec les grottes de Montespan, de Fontanet (Ornolac-Ussat-les-Bains) et de Bédeilhac pour les représentations figurées, et avec les grottes de la Covaciella, le Pindal, Cullalvera (es) et Altamira en Cantabrie pour les représentations abstraites.

### Les bisons d'argile
Le groupe statuaire des bisons d'argile a environ 14 000 ans et ne connaît aucun équivalent dans tout l'art du Paléolithique supérieur européen. Il est rare que les conditions naturelles permettent la conservation d’œuvres de ce type pour des périodes aussi longues. 
Son existence démontre qu'au moins une partie de la population de l'époque savait parfaitement façonner l'argile.
Les bisons d'argile se trouvent dans la salle la plus profonde du réseau supérieur, à 587,50 m depuis l'aplomb du porche d'entrée - une position qui rappelle celle du salon Noir à Niaux, ce dernier étant lui aussi le lieu des plus importantes figures de la grotte. À l'origine, le groupe principal était accompagné de deux autres bisons.
Groupe statuaire principal
L'ensemble statuaire principal et le plus connu est composé des deux plus gros bisons et repose sur un rocher, de 1,52 m de long, 80 cm de large et 58 cm de haut, tombé du plafond au milieu de la salle ; profondément enfoncé dans l'argile du sol, le haut est très incliné de l'avant (côté nord) vers l'arrière. Ces deux bisons tournent le dos à l'entrée de la salle : Henri Bégouën en dit qu'« ils semblent fuir devant vous ». L'un d'eux, le plus gros, est légèrement derrière le premier et décalé vers la gauche. Travaillés de manière très naturaliste, ces animaux représentent un mâle qui suit une femelle.
Leur surface est humide et a gardé les empreintes de doigts du sculpteur et les traces laissées par l’utilisation d’outils pour le modelage du corps des animaux. Les deux sculptures présentent des craquelures liées à un épisode d'assèchement de la grotte.

Les bisons d'argile
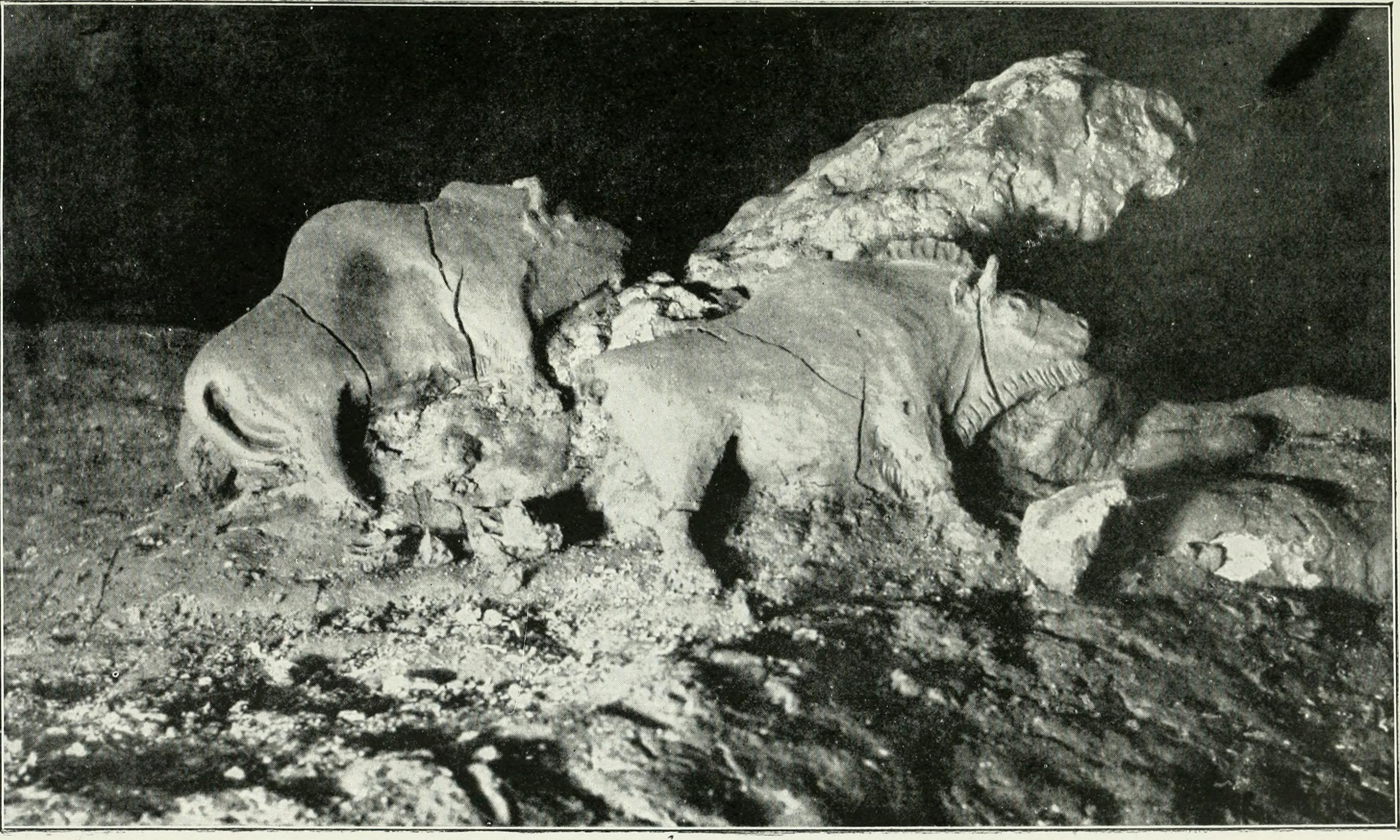
Les bisons in situ dans la grotte
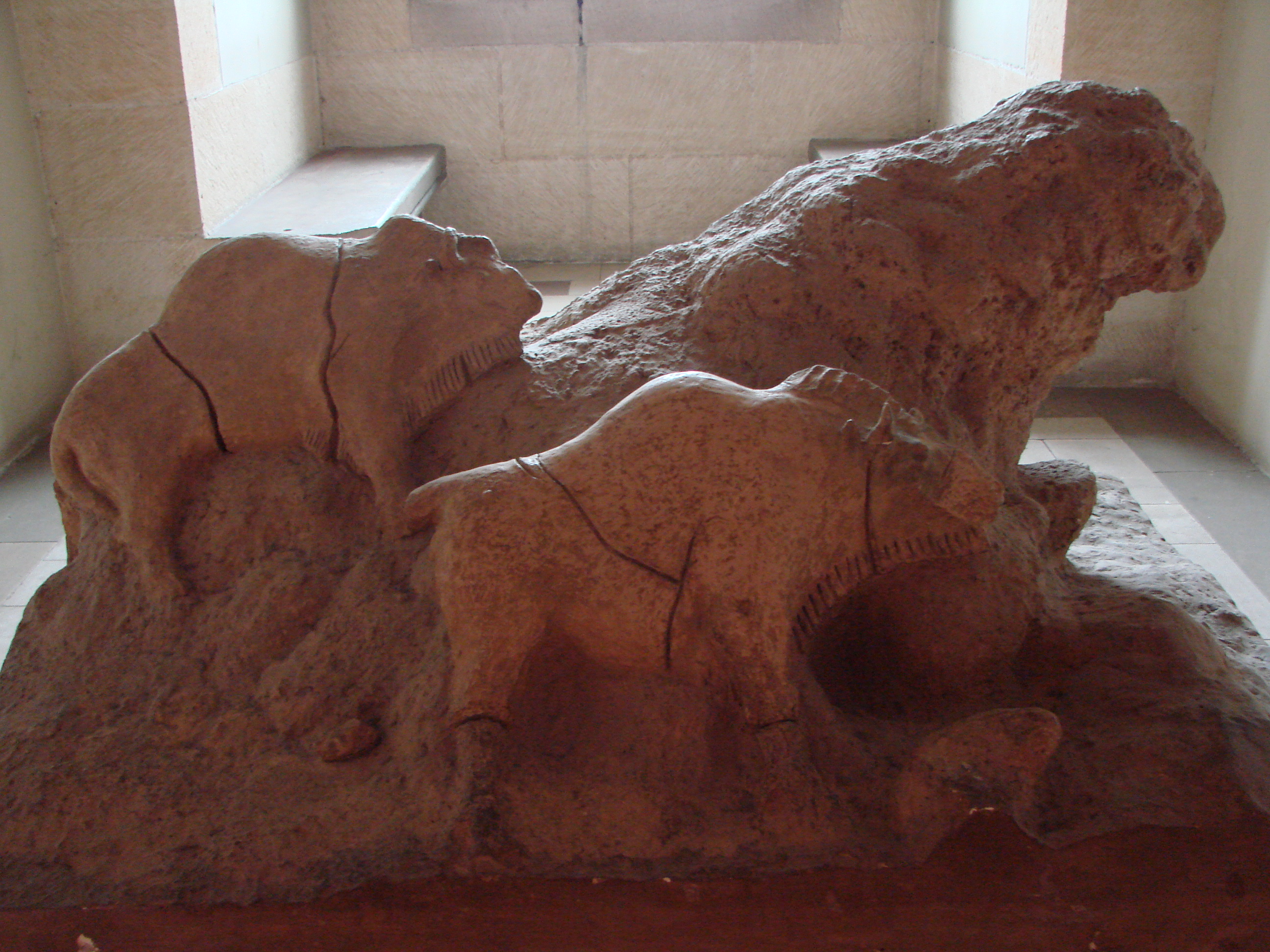
Reproduction des deux gros bisons, Musée d'archéologie nationale de Saint-Germain-en-Laye

La femelle mesure 61 cm de long et 29 cm de haut (du bas du ventre au sommet de la bosse). La corne et la queue sont brisées et tombées à ses pieds. Sa vulve est bien marquée. À l'origine sa queue était relevée. Sa patte arrière gauche est absente (elle n’en a jamais eu). Les oreilles et les cornes sont très détachées du corps. Son œil est représenté sous la forme d’une boule d’argile avec un petit trou au milieu. Les naseaux sont clairement marqués,.
Sa position évoque une attitude de préaccouplement, mais pas une saillie étant donné la position du mâle.
Ce mâle est un peu plus incliné. Il mesure 63 cm de long, 13 cm d’épaisseur et 31 cm de haut (du bas du ventre au haut de la bosse). Bien que les caractères sexuels primaires ne soit pas marqués, les caractères sexuels secondaires permettent de l'identifier comme un mâle : aspect plus massif, bosse plus volumineuse, chignon (touffe de poils entre les cornes) plus marqué. Il ne possède qu’une corne et une oreille et les naseaux sont à peine esquissés,. Toutefois, il semble renifler l’air,.
Entre les deux bisons, des boulettes d'argile portent encore des traces de doigts.
Le petit bison
Le plus petit d'entre eux (13 cm de long) était en avant de cet ensemble principal,. 
Cette ébauche, très abîmée car non fixée au sol, était selon Henri Bégouën destinée à être mise debout. Elle mesure 12 cm de long, 10,2 cm de haut et 3,9 cm d’épaisseur. Sa tête et son avant-train sont surdimensionnés.
Il est découvert par Cartailhac le jour de sa première visite le 21 octobre 1912 : faisant à quatre pattes le tour du groupe statuaire principal, le préhistorien met accidentellement la main sur le petit bison difficilement visible, ce qui laisse sur l’ébauche de statue l'empreinte de sa paume. 
Le jour même de sa découverte, il est emporté aux Espas par mesure de sécurité. Il sert bientôt de « pièce à conviction » quand, après la découverte de cette extraordinaire sculpture, il s'agit de convaincre le conseil municipal de Montesquieu-Avantès (et la population) que la commune ne sera pas lésée car les « trésors » de la grotte sont purement scientifiques et non monétaires. 
Non monétaires mais monnayables néanmoins, car le conservateur du musée des antiquités nationales Salomon Reinach propose peu après 100 francs-or pour le petit bison ; ce qui fait dire à l'un des conseillers municipaux ébahis qu'« il faut être bien savant pour attacher tant de valeur à une telle saloperie ». Le musée, devenu en 2009 le musée d'archéologie nationale (à Saint-Germain-en-Laye), le possède encore à ce jour (2019).
En 1973, J.-P. et Robert Bégouën demandent au musée des antiquités nationales d'en faire un moulage pour compléter l'ensemble de la grotte. Le moulage est fait avec de l'argile prélevé dans la grotte et le fac-similé placé avec le groupe principal le 25 juillet 1976.
Quatrième statuette, « bison gravé »
Il est placé devant les deux premiers bisons sur le même bloc de pierre et mesure 51 cm par 24 cm de haut (du bas du ventre au sommet de la bosse). Henri Bégouën (1912) le dit « dessiné sur l'argile », avec la courbe du dos dégagée de l'argile par un sillon de 2 cm de profondeur fait avec le doigt, esquissant ainsi un bas-relief. La queue et la patte arrière sont nettement formées tandis que le ventre, patte avant et tête sont à peine esquissés (selon Bégouën (R.) et al. (1977) ; mais Henri Bégouën (1912) dit que la tête est déjà formée mais qu'une pierre tombée précisément dessus l'a écrasée) ; une corne au moins et peut-être les deux avait/avaient été fixée/s à la tête.
Autour des statues
Dans la même salle se trouvent également deux bisons gravés sur les murs, ainsi qu'une petite tête de bison esquissée par quelques traits incisés dans un relief naturel, ce qui confirme l'importance de cet animal dans cette partie de la grotte. 
Le sol de la salle porte plusieurs dépressions « provenant d'un enlèvement de terre où se voient encore des traces de doigts ».
De petits boudins ont été retrouvés sur le sol de la grotte, qui ont longtemps été vus comme des « phallus rituels » ; un céramiste visitant la grotte a fait remarquer que ces boudins étaient tout à fait similaires à ceux que l'on obtient lorsqu'on teste l'argile pour en savoir la qualité.
Plus loin à quelques mètres se trouve la salle des Talons, où il semble qu'a été prélevée la masse d'argile servant de matière première pour les statues.

### Salle des Talons

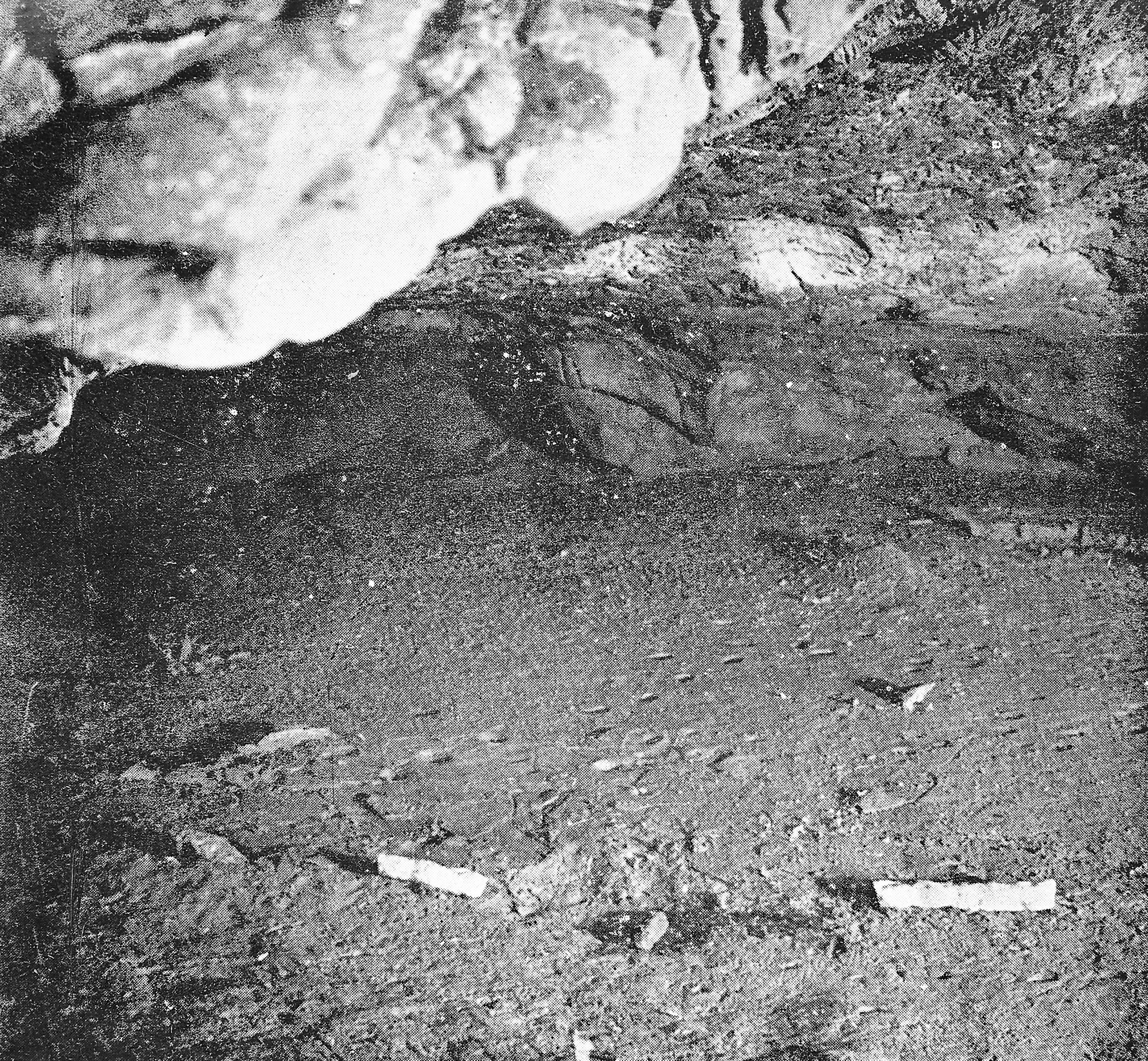
Traces de talons dans l'argile

C'est une petite salle de 48 m2 du réseau supérieur, située à quelques mètres un peu en contrebas de la salle des Bisons d'argile, au pied d'un mur d'argile dans lequel les ours ont laissé des griffures et des traces de leurs fourrures. Cet espace présente des traces de creusement dans le sol argileux. Il s'agit vraisemblablement de la zone où a été extraite l'argile utilisée pour façonner les bisons.
Une stalactite comme levier
Dans cette salle, une stalactite a été utilisée comme levier pour détacher une plaque d'argile.
Traces de doigts
La salle des Talons se caractérise aussi par la présence de traces de doigts dans l'argile qui forment une composition géométrique constituée de points et de lignes. Des signes claviformes sont réalisés de la même façon.
Empreintes de pas
La salle des Talons a été ainsi nommée parce qu'elle porte de nombreuses empreintes de pieds (humains) dans l'argile du sol, mais curieusement elles ne montrent que le talon. Dès 1912, Henri Bégouën met en parallèle cette observation singulière avec les pratiques observées lors de rituels d'initiation en Australie. En 2009, selon Bégouën (R.) et al. 183 empreintes sont comptées pour cinq individus et aucune n’est entière.
Les analyses de la science occidentale (morphométrie, statistiques) sont très limitées quant à l'interprétation de ces empreintes. Pour pallier ces déficiences, trois bushmen ont été invités à interpréter les traces de pas préhistoriques dans quatre grottes françaises : diverticule des Empreintes à Niaux, Fontanet, Tuc d’Audoubert (toutes trois en Ariège) et galerie des Disques à Pech-Merle (Lot),. 
Au Tuc d'Audoubert, les Bushmen ont trouvé que les empreintes de la salle des Talons correspondent à deux individus, un homme de 38 ans et un garçon de 14 ans, venus par deux fois chercher de l'argile dans cette salle en usant de cette curieuse démarche avec appui pratiquement uniquement sur les talons. Ils ont également trouvé trois nouvelles empreintes de pied - mais complètes - et sept empreintes de genoux, dont ils ont pu différencier le genou droit du genou gauche. L'une des empreintes de genou droit est associée avec une empreinte de pied gauche. Certaines des empreintes de genou sont aussi associées à des lignes libres dessinées au doigt dans l'argile du sol, montrant une position corporelle cohérente avec l'acte de dessiner ces lignes (auparavant, aucune interprétation n'avait été avancée pour la façon dont ces lignes avaient été dessinées). Les bushmen n'ont trouvé aucun signe de danse, rituelle ou non. Les deux personnes ont marché par deux fois selon une allure normale, sans porter de poids supplémentaire, jusqu'au trou présent dans la salle ; elles sont reparties de cet endroit en portant un poids, vers l'endroit du groupe statuaire des bisons d'argile. Le poids porté (déduit par la différence d'enfoncement des empreintes) monte à environ 45 kg par personne en deux trajets, ce qui équivaut à peu près au poids des bisons d'argile (~90 kg). L'étude conclut que les scientifiques doivent apprendre le langage des bushmen, car ils n'ont pu communiquer que par l'intermédiaire de l'interprète qui ne pouvait fournir qu'un résumé des discussions entre les bushmen préalables à leurs conclusions.

## Fréquentation au Paléolithique
Le diverticule des Dessins et le diverticule A5 ont été utilisés au Moustérien (Paléolithique moyen) (Clottes, 1983) et à l’Aurignacien (début du Paléolithique supérieur, mais la principale phase de fréquentation date du Magdalénien.
Le Magdalénien moyen récent (environ 13 000 BP) est attesté par 20 datations radiocarbone et l'analyse des objets découverts se retrouve au balcon II du Tuc d’Audoubert et dans la couche 3 de la salle du Fond d’Enlène (Clottes, 1983).
Des occupations saisonnières
L'accès à la grotte à pied sec n'était possible qu'à la belle saison. Des groupes humains ont campé régulièrement dans les galeries du réseau médian. Documentées dès 1914 par les fouilles d'Henri Bégouën, ces phases d'occupations saisonnières se sont poursuivies sur de nombreuses générations et ont laissé plusieurs aires de séjour avec des vestiges de foyers.
La grotte a livré des outils et des armes de silex, des objets de parure et des éléments d'art mobilier. Parmi ces derniers se trouvent deux contours découpés en forme de tête de cheval réalisés sur des os hyoïdes de chevaux, et un isard gravé. Des peintures et des gravures ont été réalisées sur les parois près de ces traces d'occupation. On trouve également, notamment dans la galerie du Bouquetin, des fragments d'os enfoncés profondément dans des fissures.
Le réseau supérieur se caractérise par la présence d'art pariétal, de traces de pas, de dessins et de modelages sur les sols argileux ; mais il n'y a aucune trace suggérant un séjour prolongé dans cette partie de la grotte. La seconde partie de la galerie n'a pas d'art pariétal mais a aussi des dessins et des modelages sur le sol argileux, des traces d'ours et d'humains, des objets en silex et des ossements d'ours déplacés, utilisés ou abandonnés,.
La cavité a en effet été fréquentée par des ours des cavernes, comme en témoignent les traces de griffures sur certaines parois, et les squelettes de plusieurs animaux morts sur place. Ces fréquentations sont contemporaines (mais raisonnablement pas simultanées) des fréquentations humaines puisque l'on trouve les traces de dents d'un carnivore sur un des objets façonnés par les humains. Les os d'ours ont été remués par les personnes qui ont fréquenté la grotte, les crânes d'ours sont systématiquement exploités pour en extraire les dents, notamment les canines. Un de ces crânes a d'ailleurs été retrouvé brisé et entouré d’empreintes de pas, à plus de 600 m de l'entrée,,.
Balisage et autres faits curieux
Dans la zone profonde de la grotte, des chemins ont été balisés avec des os longs et des côtes d'ours des cavernes.
Par ailleurs, Jean Clottes (1981) relève les deux curiosités suivantes : des stalactites sont parfois brisées et jetées contre les parois, alors qu'elles ne gênaient pas le passage ; et des pierres dressées barrent à moitié une galerie au niveau des premières gravures.

## Protection, gestion

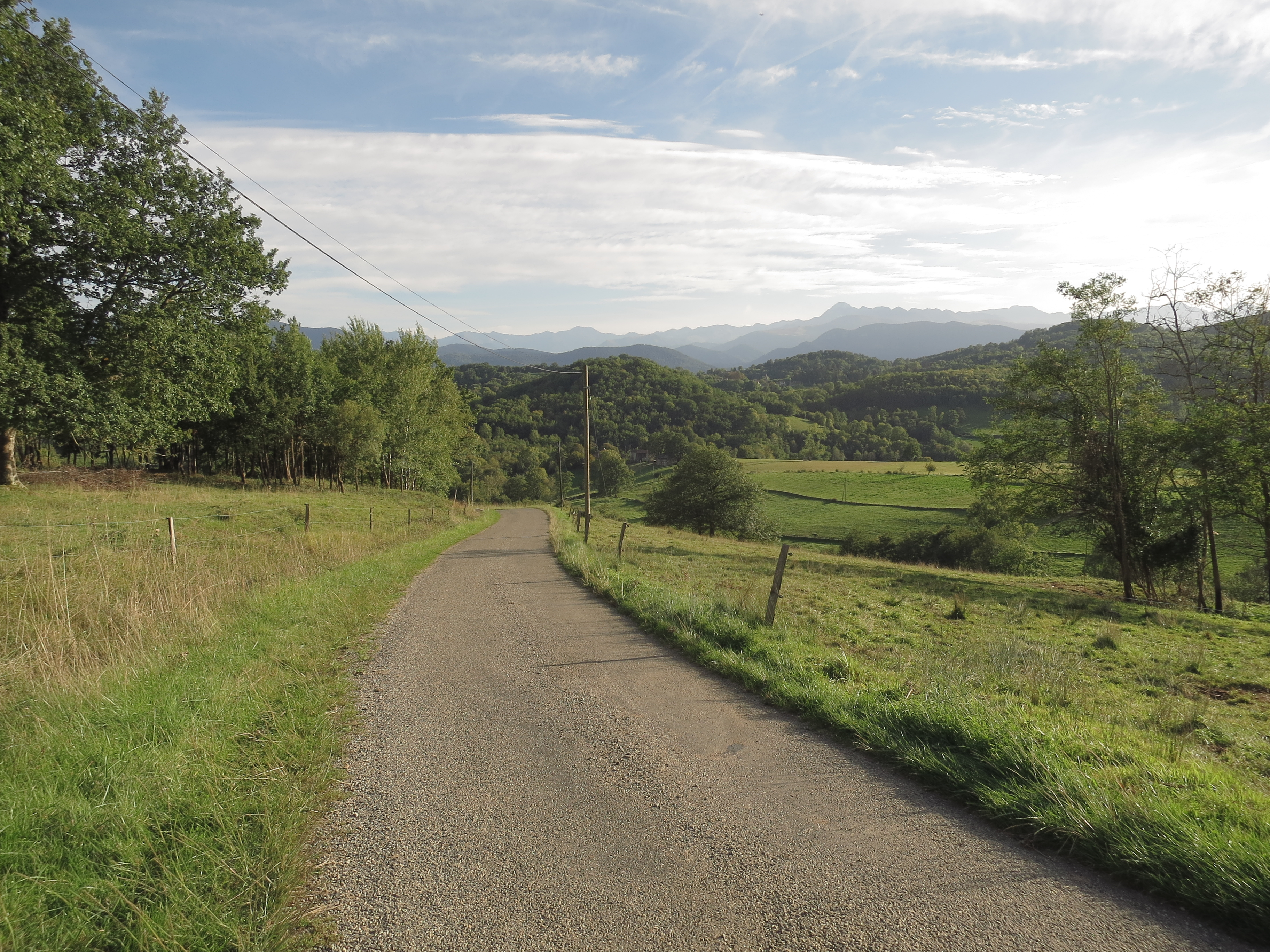
Vue vers le sud depuis la route de Ferrié. Le hameau d'Audoubert se trouve presque dans l'axe de la route, au pied du mont le plus proche (profil du sommet assez pointu) ; on en voit deux petites granges à la lisière des bois, légèrement à droite du poteau électrique. La grotte du Tuc d'Audoubert est au pied du flanc sud-est de ce premier mont (c'est-à-dire ici derrière le mont sur la gauche). A l'horizon, le plus haut sommet est le Mont Valier.

Le « bassin hydrogéologique du massif karstique du Volp et les paysages remarquables qui lui sont liés » (nom donné au cours de l'étude préparatoire au classement) est classé parmi les monuments naturels et sites du département de l'Ariège par décret du 21 juin 2013 sur proposition de Delphine Batho, ministre de l’Écologie, du Développement durable et de l’Énergie, et publié au Journal officiel du 23 juin 2013.
Le site naturel du « bassin hydrogéologique du Volp à Montesquieu-Avantes en Ariège » (nom officiel du site classé) couvre 1 928 ha.
L’Association Louis Bégouën, sous la loi de 1901, est fondée en 1989 par les enfants de Louis Bégouën, propriétaires des grottes : Henri, Jean-Paul, Robert et Florence (Mme Henry Antonin). L'association a pour objet « la propriété, la conservation et l’étude des Cavernes du Volp ». Le conservateur est Robert Bégouën, secondé par son fils Éric. Une base de recherche et de conservation efficace a été aménagée dans un bâtiment, également propriété de l'association et entièrement financé par la famille Bégouën et leurs relations. Elle inclut un dépôt de fouilles, des laboratoires et une bibliothèque.